# Willem Schoemaker (1920-2003)

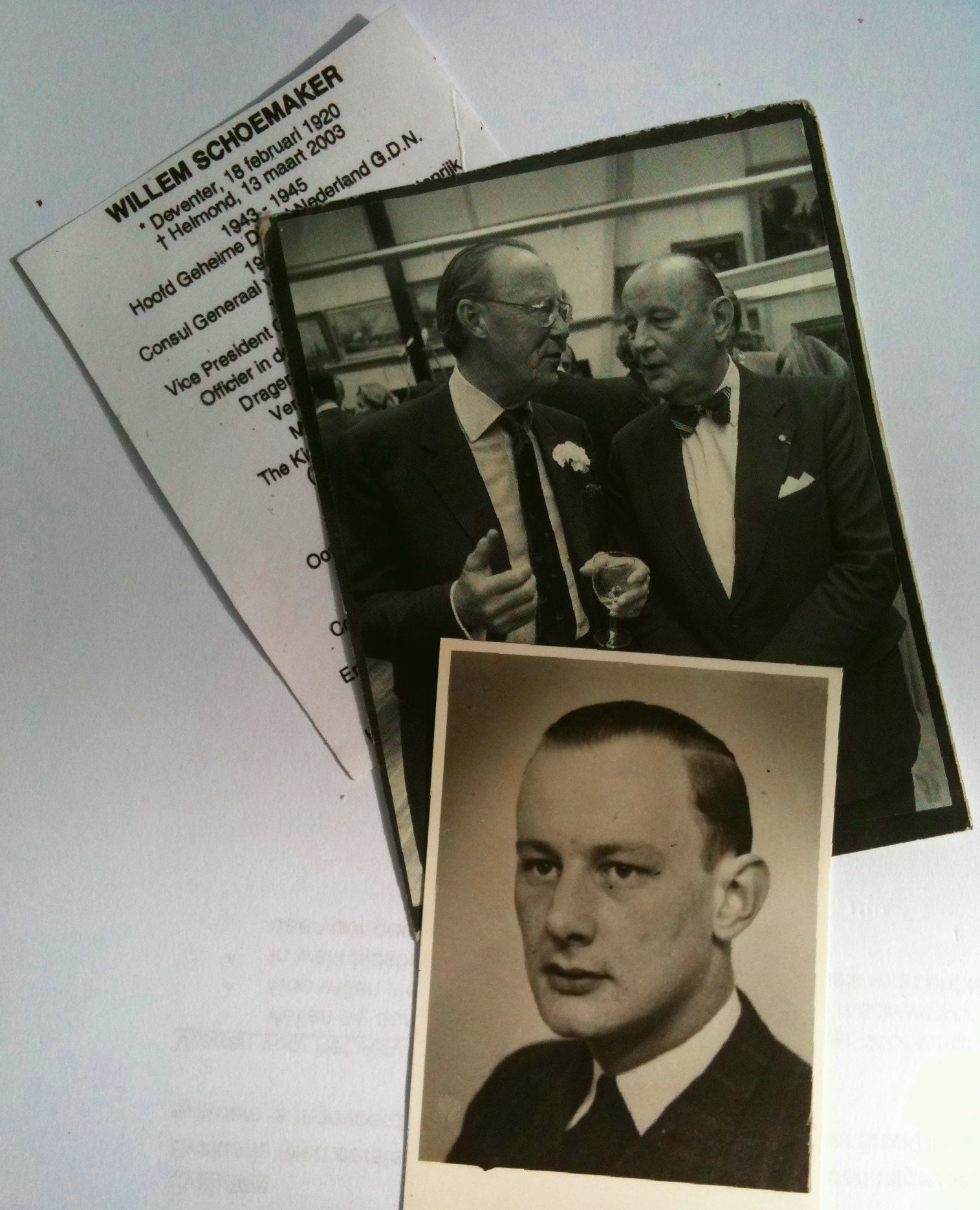
Willem Schoemaker

Willem Schoemaker (Deventer, 18 februari 1920 – Helmond, 13 maart 2003), codenaam "Miki", was van 1944 tot 1945 plaatsvervangend hoofd van de Geheime Dienst Nederland (GDN). Hij werd op 21 april 1944 benoemd als plaatsvervangend chef van de GDN door oprichter Joep Iansen (codenaam Max), na diens vertrek naar Engeland via Spanje. Door arrestatie van Iansen in Spanje bleef hij dit tot na de bevrijding. Schoemaker was student medicijnen aan de Universiteit Groningen en volgde op 23-jarige leeftijd Jo Pennings op als tweede man van de GDN. Hij was vanaf september 1943 te Amsterdam bureauhouder van de GDN geweest.
Tijdens de Hongerwinter liet hij voor zijn groep 40 ton levensmiddelen uit Friesland komen. In april 1945 onderhandelde hij met de Duitsers Kolitz, Schreieder en Schöngarth. Hij hoorde van Schöngarth dat Seyss-Inquart en Blaskowitz voor bezet Nederland een regeling wilde treffen, en seinde dit door aan SHAEF, niet wetende dat zijn bemiddeling niet meer nodig was.
Iansen en Schoemaker stonden in 1991 voor de rechtbank in Utrecht over de vraag wie de echte oprichter van de GDN was. Iansen had hierover een kort geding aangespannen tegen Schoemaker. Beide partijen maken elkaar ernstige verwijten over hun gedrag tijdens de oorlog. De rechter wees de eis van Iansen af, mede omdat er geen voldoende spoedeisend karakter was om een kort geding te mogen voeren. Daarmee werd geen inhoudelijk oordeel geveld over de eis.